# Новокаякент
Новокаяке́нт (кум. Янгъы Къаягент) — село в Республике Дагестан. Административный центр Каякентского района и муниципального образования сельсовет «Новокаякентский».

## Географическое положение
Село расположено у впадения реки Гамриозень в Каспийское море, в 75 км к юго-востоку от Махачкалы и в 48 км к северо-западу от города Дербент.
В селе функционирует железнодорожная станция Каягент Северо-Кавказской железной дороги.
К югу от села находится бальнеогрязевой курорт Каякент.

## История
Образовано на месте железнодорожной станции Каягент.
С 1965 года — административный центр восстановленного Каякентского района.

## Население
| 1926  | 1939 | 1970  | 1979  | 1989  | 2002  | 2010  |
| ----- | ---- | ----- | ----- | ----- | ----- | ----- |
| 246   | ↗342 | ↗3132 | ↗3364 | ↗4998 | ↗5596 | ↘5130 |
| 2021  |      |       |       |       |       |       |
| ↗5952 |      |       |       |       |       |       |

Национальный состав
По данным Всероссийской переписи населения 2021 года:
| №        | Национальность | Численность, чел. | Доля    |
| -------- | -------------- | ----------------- | ------- |
| 1        | кумыки         | 4 258             | 71,53 % |
| 2        | даргинцы       | 990               | 16,63%  |
| 2.000001 | не указавшие   | 441               | 7,40 %  |
| 2.000002 | прочие         | 263               | 4,41 %  |
| 2.000003 | всего          | 5 952             | 100 %   |

## Хозяйство
В селе расположено крупное виноградческое хозяйство ГУП «Каякентский» (бывший совхоз «Каякентский»).